# General Conesa (kommunhuvudort i Argentina)
General Conesa är en kommunhuvudort i Argentina.   Den ligger i provinsen Río Negro, i den södra delen av landet, 800 km sydväst om huvudstaden Buenos Aires. General Conesa ligger 58 meter över havet och antalet invånare är 5 595.
Terrängen runt General Conesa är platt. Trakten runt General Conesa är nära nog obefolkad, med mindre än två invånare per kvadratkilometer.. Det finns inga andra samhällen i närheten.
Omgivningarna runt General Conesa är i huvudsak ett öppet busklandskap.